# فيليب مارغولين
فيليب مارغولين (بالإنجليزية: Phillip Margolin)‏ (20 أبريل 1944، نيويورك في الولايات المتحدة - 1874)؛ محامي وروائي أمريكي.

## روابط خارجية
- فيليب مارغولين على موقع IMDb (الإنجليزية)
- فيليب مارغولين على موقع قاعدة بيانات الفيلم (الإنجليزية)